# Gullu Mustafayeva
Gullu Mustafayeva (en azéri : Güllü Hacı Naim Mustafa qızı Mustafayeva),  née le 29 novembre 1919 au Turkménistan et morte le 18 mai 1994 à Bakou, est une artiste du peuple d'Azerbaïdjan (1992).

## Biographie
Les parents de Gullu Mustafayeva habitaient Chamakhi. Après le tremblement de terre de 1902, ses parents se déplacent dans la ville de Turkmenabad au Turkménistan où Gullu nait. En 1927 toute la famille s’installe au centre de Bakou, à Icheri Cheher.

## Création
Gullu Mustafayeva est diplômée du Collège d'art d'Azerbaïdjan en 1938. Elle crée des œuvres sur des sujets thématiques  Leyli et Majnun à l'école (1941), Poète Nizami écoutant le vieil ashug (1941), Paris. Place des Artistes (1961), Mehseti Gendjevi (1947).
Mais la plupart du travail de Gullu Mustafayeva est composé de portraits de scientifiques et de héros du travail, un portrait d'un ophtalmologiste Umnisa Musabekova, un portrait d'une neuropathologiste Zahra Salaeva, un portrait de deux fois Héros du travail socialiste Basti Baghirova, le portrait d'une participante dans la Grande Guerre patriotique, l'infirmière Durra Mammadova, un portrait de l'artiste Sattar Bahlulzade. Pour l'artiste, les portraits d'enfants présentent un intérêt particulier.
Le portrait de la poétesse du XIIe siècle Mehseti Gandjavi occupe une place particulière dans le travail de l'artiste. Gullu Mustafayeva crée cette œuvre dans une période de vie difficile pour elle et réussit à transmettre à travers ce portrait sa capacité à résister aux épreuves de la vie et à s'en sortir avec dignité. Selon la fille de l'artiste, la musicologue Zemfira Gafarova, Gullu Mustafayeva a donné ses propres traits à l'image de la poétesse.
Les œuvres de Gullu Mustafayeva sont conservées au Musée national d'art d'Azerbaïdjan et à la Pinacothèque nationale d'Azerbaïdjan.

## Mérites
La riche créativité de l'éminente artiste Gullu Mustafayeva est très appréciée en 1973 lorsqu'elle reçoit le titre d'Artiste émérite de la RSS d'Azerbaïdjan.